# Alternance des continents
 (juin 2015).
L'alternance des continents est un principe officieux régissant l'attribution de certaines grandes compétitions sportives internationales, en particulier les Jeux olympiques et la Coupe du monde de football, aux villes ou pays organisateurs. Selon ce principe, un même continent ou une même grande région géographique ou sportive ne peut accueillir deux éditions successives d'un même événement et d'après une variante encore plus stricte, nommée rotation des continents, cet événement ne peut y retourner qu'après avoir visité tous les autres continents ou grands ensembles régionaux du monde. La règle est abolie dès 2007, la FIFA considérant cette mesure comme favorisant trop les pays émergents et que tous les continents avaient accueilli en 2010 une édition de la coupe du monde,.
La règle n'a émergé qu'au fil de l'histoire de l'olympisme moderne[réf. nécessaire], qui ne voit d'abord que des cités européennes et américaines devenir des villes olympiques. Elle se met peu à peu en place sur l'idée qu'une rotation des organisateurs permettra une plus rapide universalisation du sport ou des disciplines concernées. Elle demeure néanmoins souvent tacite[réf. nécessaire]et fait l'objet de plusieurs exceptions[réf. nécessaire].

## Historique

### Jeux olympiques
Pour les Jeux d'été, l'alternance des continents n'est pas appliquée durant les premières olympiades, l'Europe étant très privilégiée. Ce n'est qu'après la Seconde Guerre mondiale, depuis les Jeux d'Helsinki en 1952, que l'alternance est respectée. 
Pour les Jeux d'hiver, cela reste beaucoup plus compliqué. Depuis 1968 à Grenoble, l'alternance a lieu. Mais elle fut remise en cause trois fois. La première fois en 1992 et 1994, respectivement Albertville et Lillehammer, un écart exceptionnel : le CIO décida de changer le créneau des Jeux d'hiver afin qu'ils ne se déroulent plus la même année avec des Jeux d'été. La deuxième fois lors des Jeux 2018 et 2022, respectivement à PyeongChang et Pékin, en Asie. Du fait que les quatre candidatures européennes pour 2022 se sont désistés tout au long de 2014, l'année précédant le vote. La troisième fois lors des Jeux 2026 et 2030, attribués respectivement à Milan-Cortina et à une candidature commune des Alpes françaises.
Quant à la politique du CIO, elle autorise librement les candidatures, même si l'alternance est bafouée. C'est le cas de Paris pour 2008 et de Madrid pour 2016, même si les observateurs ont mis en garde face à un principe qui affaiblit les chances de la candidature.

### Coupe du monde de football
La FIFA néanmoins veut faire respecter une alternance des continents, après en avoir promu la rotation. Ainsi un continent qui organisa une coupe du monde ne peut pas postuler pour les deux éditions suivantes.